# یواس‌اس هیسکو (آی‌دی-۱۹۵۳)
یواس‌اس هیسکو (آی‌دی-۱۹۵۳) (به انگلیسی: USS Hisko (ID-1953)) یک کشتی بود که طول آن ۴۰۱ فوت ۰ اینچ (۱۲۲٫۲۲ متر) بود. این کشتی در سال ۱۹۱۷ ساخته شد.